# Gotjärnet (Ny socken, Värmland)
Gotjärnet är en sjö i Arvika kommun i Värmland och ingår i Göta älvs huvudavrinningsområde.